# 山田雅稔
山田 雅稔（やまだ まさとし、本名：山田 雅俊（読み同じ）、男性、1953年（昭和28年）12月27日 - ）は、日本の空手家・公認会計士。東京都出身。国際空手道連盟 極真会館（館長・松井章奎）総本部長・東京城西支部長。極真空手八段。東京都立戸山高校を経て中央大学商学部卒業。

## 来歴
1971年（昭和46年）8月、戸山高校3年生の時、大山倍達率いる極真会館本部道場に入門。大学進学後、第6・9・10・11・12・14回オープントーナメント全日本空手道選手権大会に出場した。
山田は体が硬く、上段への回し蹴りなどは不得手であったが、三瓶啓二に匹敵する重量級の選手であった。1980年（昭和55年）11月、三瓶と第12回全日本選手権4回戦で対戦した。山田は三瓶の内股や大腿部後ろを狙う全く新しいタイプの下段回し蹴りを駆使して対抗した。本戦・二度の延長戦を通じて審判の旗は両者に一本も上がらず、三瓶が試し割り判定で薄氷で勝利するほど、あと一歩まで三瓶を追い込んだ。それだけの実力を持っていたが、山田が入賞することはなかった。
その一方で指導者としての山田は1978年（昭和53年）8月に東京城西支部を設立後、全日本選手権で大西靖人・黒澤浩樹・増田章・田村悦宏・鎌田翔平の5名を優勝、小笠原和彦・森善十朗を準優勝、市村直樹を同選手権で何度も入賞させるなど、多数の強豪選手を育て上げた。指導者として名伯楽と評され、城西支部は「チャンピオン製造工場」とも呼ばれている。

## 指導の特徴
第一は、大山倍達が大きく時間をさいていた基本の反復や型の稽古を減じ、ボクシングジムで行われていた「スパーリング」を取り入れた事である。山田が城西支部を開設した当時、大山の本部道場では指導員だった中村誠や三瓶啓二の下、勝ち負けを争う試合同様、本格的に打撃を与え合う組手を行っていた。このため本部道場生は打撲や前歯の毀損、相互に打ち合った際に拳が激突し手指を骨折するなどの怪我が絶えなかった。大山はプラスティック製の棒を購入し、道場生の組手の際、手に握らせるなどしたが、解決しなかった。山田の導入した「スパーリング」とは、勝敗に拘らず行う、やや力を抜いた組手の事で、安全性が高かった。この「スパーリング」は道場生に極真カラテを戦うべき身のこなしを怪我なく体得させた。これらの練習方法の変更は安全なため、新しい道場生の獲得にも有効で、道場経営は拡大した。山田の導入した「スパーリング」は城西支部から他の支部に伝播した。
第二は、蹴りと突きのコンビネーションの細かい指導をした事である。山田は相手左足の内股へ、左足のローキックから始まり、拳によるフックとアッパーのボディブローの指導を行った。また、下段回し蹴りに対するスネ受けの徹底、受け返しの技術などの体系化を行い、これらも指導した。山田自身は体が硬く、上段回し蹴りなどの指導を、当時は軽量級だった鴨志田裕寿・三和純・大賀雅裕、重量級の大西靖人らが代わりにその指導をした。
第三は、極大負荷のバーベルを用いた本格的なウエイトトレーニングを最重視した事であった。大山や三瓶同様、山田はそのようなウエイトトレーニングを好んだ。山田は当時高価だったベンチプレスやスクワットの機材を京王線代田橋の城西支部道場に搬入し、バーベルの極大負荷による徹底したパワー強化を指導した。山田の叱咤激励による指導の結果、道場生は筋力の増強のみならず、著しく体重が増加した。この成果はすぐ地区大会に現れ、城西支部の選手はしばしば他支部の選手に圧倒的な勝利を収めた。
当時、オープントーナメント全日本ウェイト制空手道選手権大会は開催されていなかったので、無差別のオープントーナメント全日本空手道選手権大会では再延長戦後に10キログラム以上の差があれば、体重判定で軽い者が勝つ事ができたとはいえ、体重の重い選手が絶対的に有利であった。1983年（昭和58年）の第15回全日本選手権で大西は4連覇を狙う三瓶と準々決勝で対戦して、技ありを取り判定勝ちし、その勢いで初優勝を遂げた。以前大西は二年連続で竹隆光、川畑幸一ら中量級の本部道場指導員に敗れ、全日本選手権8位内入賞を逃していた。大西が三瓶を破った要因の一つが、極大負荷のウエイトトレーニングによる強大な筋力増強、および見違えるほどの体重増加の成果であった。
第四は、素質ある上背のある選手を開拓していた。山田は、身長180センチメートル・体重80キログラム程度の道場生のうち、素質のある者を見抜き、多大な援助をしつつ、彼らを育成した。山田は城西支部開設当時、法政大学法学部学生だった上背のある大西を、食事や生活の世話を惜しまず援助し、卒業後全日本選手権優勝に導いた。
以上のような山田の指導によって、城西支部から重量級の選手の全日本選手権優勝者を輩出した。

## 直弟子（極真会館・支部長）
- 五来克仁（ニューヨーク支部長）
- 鴨志田裕寿（茨城支部長・埼玉北支部長）
- 江口芳治（東京城西国分寺支部長）
- 田口恭一（城西世田谷東支部長）
- 川本英児（東京城北支部長）
- 今西登之彦（神奈川横浜北支部長）
- 青木英憲（神奈川横浜東支部長）
- 横山誠（北海道函館支部長）
- 戸田直志（神奈川相模原支部長）
- 羽田シゲル（神奈川横浜港南支部長）
- 小田勝幸（広島県支部長）
- 池田祥規（東京城南目黒中央支部長）
- 森善十朗（東京城西下北沢・町田支部長、第4・5回世界ウェイト制中量級チャンピオン）
- 鎌田翔平（東京城東湾岸支部長、第48回全日本チャンピオン）
- 竹岡拓哉（神奈川大和支部長）
- 加賀健弘（神奈川川崎南支部長）
- 石崎恋之介（神奈川横浜西北支部長）

## 直弟子（その他）
- 大西靖人（元聖拳会館主宰、後に極真会館相談役に復帰、第15回全日本チャンピオン）（故人）
- 増田章（IBMA極真会館 増田道場代表、第22回全日本チャンピオン）
- 黒澤浩樹（元聖心館空手道館長、第16回全日本チャンピオン）（故人）
- 川島智太郎（元衆議院議員、東京城北支部練馬関町同好会責任者）
- 菊澤政夫（掌道鍼灸整骨院・院長）
- 山辺光英（東京城西支部師範代）
- 市村直樹（元城西下北沢支部長）（故人）
- 貝沼慶多（総本部道場正指導員）
- 小笠原和彦（元プロレスラー、創天会代表）
- 三和純（極真会館 三和道場師範）
- 大賀雅裕（キックボクシング アクティブJ代表）
- 大崎芳樹（淑徳巣鴨中学高等学校空手道部顧問）
- 田村悦宏（第24回全日本チャンピオン）
- 岡本徹（第7回全世界大会（新極真会主催）チャンピオン）
- 加藤丈博（実戦武道空手 武心塾）
- 滝田巌（元空道）

## 孫弟子
- 野地竜太（TEAM GARO）
- 田中健太郎（至誠空手道場館長、第36・41回全日本チャンピオン）
- 安島喬平（茨城中央支部長、第45回全日本チャンピオン）
- 高橋佑汰（高橋道場、第49回全日本チャンピオン）
- 上田幹雄（総合格闘家、第12回全世界チャンピオン）
- 西村界人（東京城北支部、第53・５４回全日本チャンピオン）

## 著作・映像
- 武道気功（道義出版）
- 私の“立禅”考（月刊『秘伝』2017年8月号 - 2018年7月号連載）
- 極真空手50年の全技術（ベースボール・マガジン社）
- 極真カラテ50年の技術変遷記（隔月刊『ワールド空手』2012年9月号 - 2014年11月号連載）
- 最強の極真空手 城西テクニック編―武道空手の総本山・極真会館の最新組手技術（スキージャーナル）
- （ビデオ）最強の極真空手 城西テクニック　ベーシック編（スキージャーナル）
- （ビデオ）最強の極真空手 城西テクニック　スパーリング編（スキージャーナル）
- やればできる! 能力開発と目標達成（日本実業出版社）
- 極真対論「勝負の諸相」―山田雅稔vs黒沢浩樹（スキージャーナル）
- 不動産コンサルティングポケットブック（共著　中央経済社）
- 不動産紛争・管理の法律相談（共著　青林書院）
- 絵でわかる農地・宅地の節税対策（共著　中央経済社）
- 最新 土地有効活用の実務（共著　中央経済社）
- 不動産コンサルタント（共著　住宅新報社）
- 不動産コンサルティング技能試験・サブノート　金融・経済編（税務経理協会）
- 絵でわかる初めてのマンション投資Ｑ＆Ａ（共著　中央経済社）
- 絵でわかる定期借地権Ｑ＆Ａ（共著　住宅新報社）
- 絵でわかる土地利用Ｑ＆Ａ（共著　住宅新報社）
- 不動産投資術（共著　総合法令出版）
- 絵でわかる不動産投資信託Ｑ＆Ａ（共著　総合法令出版）
- 新税制下における資産拡大のノウハウ（共著　ぎょうせい）
- 共同ビル建設の税対策と実際（共著　大成出版社）